# 후레치
후레치(Fletch)는 미국에서 제작된 마이클 리치 감독의 1985년 코미디, 범죄, 미스터리 영화이다. 체비 체이스 등이 주연으로 출연하였고 피터 더글러스 등이 제작에 참여하였다.

## 출연

### 주연
- 체비 체이스
- 팀 매더슨
- 조 돈 베이커

### 조연
- 데이너 휠러-니콜슨
- 리차드 리벌티니
- M. 에멧 월쉬

## 제작진
- 원작자: 그레고리 맥도널드
- 미술: 보리스 레벤
- 의상: 글로리아 그레셤
- 배역: 패트리샤 막